# Piper PA-28
Piper PA-28 Cherooke je laki avion namijenjen školovanju, zračnom taksi prijevozu i za osobnu uporabu. Projektiran je i izrađen u američkoj zrakoplovnoj tvrtki Piper Aircraft.
Svi avioni iz PA-28 serije su izrađeni od metala, kabina im nije pod tlakom, imaju četiri sjedala, nisko postavljena krila, tricikl podvozje i pokreće ga jedan klipni motor. U kabinu se ulazi kroz jedna vrata smještena s ko-pilotove strane, preko krila.  Prvom PA-28 FAA je izdala letnu dozvolu 1960. godine a serija se u 2009. još uvijek proizvodi. Trenutni modeli su Arrow, Archer III i Warrior III.
Glavni konkurenti PA-28 serije su Cessna 172, Grumman American AA-5 serija i Beechcraft Musketeer.
Piper je izradio inačice unutar Cherokee serije ugradnjom motora jačine od 140 do 300 KS (105-220 kW) s turbo-punjačima, nudeći fiksno ili uvlačivo podvozje, propeler s promjenjivim ili nepromjenjivim korakom te produženim trupom za smještaj 6 osoba. PA-28 sa šest sjedala ima oznaku PA-32 (ranije inačice bile su poznate kao " Cherokee šest") i još uvijek se proizvodi kao Saratoga model.

## Tehničke karakteristike (PA-28-140 Cherokee 140)
Osnovne karakteristike
- posada: 1 (pilot)
- kapacitet: 3 putnika
- dužina: 7,16 m
- raspon krila: 9,2 m
- površina krila: 15,14 m2
- visina: 2,25 m
- aeroprofil: NACA 652-415

Letne karakteristike
- najveća brzina: 230 km/h
- ekonomska brzina: 201 km/h
- dolet: 867 km
- najveća visina leta: 4.400 m
- motor: 1× Lycoming O-320-E2A Sensenich M74DM